# 貝淵弘三
貝淵 弘三（かいぶち こうぞう、1955年7月2日 - ）は、日本の医師、医学者（生化学・薬理学・神経科学）。学位は医学博士（神戸大学・1984年）。名古屋大学大学院医学系研究科・教授、学校法人藤田学園藤田医科大学総合医科学研究所・所長。紫綬褒章受章者。大阪府出身。
神戸大学医学部助手、神戸大学医学部助教授、奈良先端科学技術大学院大学バイオサイエンス研究科教授、名古屋大学大学院医学研究科教授、学校法人藤田学園藤田医科大学総合医科学研究所長などを歴任した。
永年にわたり生化学、細胞生物学、分子生物学、神経科学、薬理学の教育、研究に努め、また、細胞の収縮、運動、極性形成の制御機構の解明、血管の病的な収縮機構の解明、神経細胞の軸索形成と極性形成機構の解明、リン酸化シグナルの網羅的解析法の確立と情動行動の制御機構の解明に貢献した功績により2017年度に内閣府・紫綬褒章を受章した。

## 業績
広範な研究分野で活躍し、その貢献により複数の表彰を授与されている。子細は下記の通りである。
1. 細胞の収縮、運動、極性形成の制御機構の研究では、Rho GTP結合蛋白質の標的蛋白質Rho-キナーゼを発見し、その作用機構を世界に先駆けて明らかにし、細胞の収縮、運動、極性を制御するシグナル伝達機構の解明に極めて大きな貢献を果たしてきた[2][2][3][4]。これにより、2008年読売東海医学賞、2011年に中日文化賞を受賞。
2. 血管の病的な収縮機構の研究では、Rho-Rho-キナーゼ経路が、カルシウム感受性の亢進機構の本体であることを明らかにした[5]。また、Rho-Rho-キナーゼ経路が、血管平滑筋の異常収縮を介して狭心症や肺高血圧症、脳血管攣縮などの病態に関与することを見出した[6][7]。さらに、Rho-キナーゼ阻害剤がこれらの動脈硬化性疾患に著効を示すことも明らかにした[8]。これにより、2015年江橋節郎賞（日本薬理学会）を受賞。なお、くも膜下出血後の脳血管攣縮の予防薬として用いられるエリル（一般名ファスジル）と緑内障の治療薬として用いられるグラナテック（一般名リパスジル）は、Rho-キナーゼの特異的な阻害薬である。
3. 神経細胞の軸索形成と極性形成機構の研究において、Rho-キナーゼの脳内基質としてCRMP-2を同定し、CRMP-2が神経細胞の極性形成を制御していることを明らかにし、極性形成機構の分野で大きなブレークスルーを果たした[9][10]。その後、細胞内外のシグナルによる神経細胞の軸索と極性形成機構の解明に大きく貢献した[11][12]。これにより、2009年時實利彦記念賞（日本神経科学会）を受賞。
4. リン酸化シグナルの網羅的解析と情動制御機構の研究において、任意のキナーゼの基質を同定するために、新たなリン酸化プロテオミクス法を世界に先駆けて開発した[13][14]。この方法を駆使して、ドーパミン下流のリン酸化シグナルを網羅的に解明した。さらに、ドーパミンがどのような仕組みで快情動行動を生み出すかを分子レベルで初めて明らかにした[15][16]。同時に、神経伝達物質が誘導するリン酸化シグナルを統合データベース化する為のプラットフォーム(KANPHOS)を新規に開発・実装し、データ登録して公開してきた。（https://kanphos.neuroinf.jp）。KANPHOSでは、は神経関連のリン酸化シグナルを包括的に解析できると共に、ワンショットで関連するパスウェイや疾患、薬剤、ゲノム、モデル動物の関連解析ができる。

## 略歴
学歴
- 1980年3月 神戸大学医学部卒業
- 1984年3月 神戸大学大学院医学研究科修了（指導教官 西塚泰美教授）

職歴
- 1984年4月 神戸大学医学部助手 第2生化学講座
- 1985年4月 神戸大学医学部助手 第1生化学講座
- 1985年10月 米国DNAX分子生物学研究所 ポストドク（1987年11月迄）
- 1989年2月 神戸大学医学部講師 第1生化学講座
- 1990年9月 神戸大学医学部助教授 第1生化学講座
- 1994年4月 奈良先端科学技術大学院大学教授（細胞内情報学担当）
- 2000年4月 名古屋大学大学院医学系研究科教授（神経情報薬理学担当）
- 2003年2月 名古屋大学高等研究院教授（兼任）（2012年3月迄）
- 2019年4月 学校法人藤田学園藤田医科大学総合医科学研究所・所長

## 受賞・栄典
- 1992年 - 日本癌学会奨励賞
- 1998年 - NAIST学術賞
- 2000年 - ISI highly cited researchers選出
- 2008年 - 読売東海医学賞
- 2009年 - 日本神経学会 時實利彦記念賞
- 2011年 - 中日文化賞
- 2015年 - 日本薬理学会 江橋節郎賞
- 2017年 - 紫綬褒章